# Echenais comparata
Echenais comparata är en fjärilsart som beskrevs av Hans Ferdinand Emil Julius Stichel 1911. Echenais comparata ingår i släktet Echenais och familjen Riodinidae. Inga underarter finns listade i Catalogue of Life.